# 都築正信
都築 正信（つづき まさのぶ、1939年 - ）は日本の数学者、科学史家。埼玉大学名誉教授。専門は微分積分学、科学史、認識論。

## 来歴
1939年、兵庫県に生まれる。1962年に埼玉大学文理学部数学科卒業後、1965年に東京都立大学 (1949-2011)大学院理学研究科修了。1967年に東京都立大学理学部助手となり、その後、埼玉大学助教授を経て、1980年に埼玉大学教養部教授となった。1995年の教養部の解体後は同大学教養学部教授に配置換え。2004年に同大学を定年退官。技術と社会のかかわりを研究することにより、客観的とされる科学が人間の主観的存在と深く結びついていることを研究した。

## 著作

### 著書
- 『数学序説』、実教出版、1976年
- 『微分積分問題集』（基礎数学問題集シリーズ2）、森北出版、1989年

### 論文
- 「マニエリスム芸術と近代自然科学」（『埼玉大学紀要 自然科学篇』,埼玉大学教養部編,16,83-93,1980）
- 「アダム・スミスの思想と仏教」（『比較思想研究』,比較思想学会,8,71-83,1981）
- 「Art and Science at the Dawn of Modern Science」（『Historia Scientiarum』,1981）
- 「イギリス産業革命期における飛杼織機」（『科学史研究』,32(188),213-224,1993）
- 『「稲扱きせんば考」考』（『埼玉大学教養部紀要』,1995）
- 「パタンと表象 (1)」（『埼玉大学紀要』,埼玉大学教養学部編,39(1),31-40,2003）
- 「パタンと表象 (2) 言語理論」（『埼玉大学紀要』,埼玉大学教養学部編,39(2),135-144,2003）

## 受章
- 2018年11月　瑞宝中綬章受章[2]